# 吴双战
吳雙戰（1945年2月—），是中国人民解放军和中国人民武装警察部队高级将领，河南清豐人，1963年12月參加工作，1965年6月加入中國共產黨，晉中師範專科學校成人教育畢業，在職大專學歷，武警上將警銜。
1963年12月參加中國人民解放軍。1963年12月至1967年4月為陸軍戰士。1967年4月至1969年9月任陸軍排長。1969年9月至1970年4月任陸軍團司令部作訓股參謀。1970年4月至1971年11月任陸軍連長。1971年11月至1972年10月任陸軍團司令部作訓股副股長。1972年10月至1979年3月任陸軍軍司令部作訓處參謀。1979年3月至1980年12月任陸軍軍司令部作訓處副處長。1980年12月至1983年4月任陸軍軍教導大隊大隊長。1983年4月至1984年1月任陸軍軍副參謀長。1984年1月至1985年7月任陸軍師長。1985年7月至1990年6月任陸軍集團軍副軍長（其間：1985年9月至1987年7月在晉中師範專科學校成人教育學習）。民间传闻其参与了八九年武装清场行动。1990年6月至1993年4月任北京軍區副參謀長。
1993年4月至1996年2月任武警部隊參謀長、武警部隊黨委委員。1996年2月至4月任武警部隊副司令員兼參謀長（正軍職）、武警部隊黨委委員。1996年4月至1999年12月任武警部隊副司令員兼參謀長、武警部隊黨委委員。1999年12月至2009年12月任武警部隊司令員、武警部隊黨委副書記。2010年2月任第十一屆全國人大內務司法委員會副主任委員。
中共第十六屆、十七屆中央委員。1990年7月晉升為少將軍銜，1993年4月改為武警少將警銜，1997年7月晉升為武警中將警銜，2004年6月晉升為武警上將警銜。